# Roemenië op het Eurovisiesongfestival 1998
Roemenië nam deel aan het Eurovisiesongfestival 1998 in Birmingham, Verenigd Koninkrijk. Het was de 2de deelname van het land op het Eurovisiesongfestival. De nationale finale, Selecţia Naţională genoemd, vond plaats op 14 maart 1998. De TVR is verantwoordelijk voor de Roemeense bijdrage voor de editie van 1998.

## Selectieprocedure
De nationale finale werd georganiseerd in Boekarest op 14 maart 1998 en werd gepresenteerd door Marciuc Posea, Daniela Nane en Anca Ţurcașiu
In totaal deden er 12 acts mee aan de nationale finale en de winnaar werd gekozen door 4 regionale jury's, een expertjury en televoting.

| Volgorde | Artiest                                                                                              | Lied                    | Plaats | Punten |
| -------- | --- | ----------------------- | ------ | ------ |
| 1        | Paula Seling                                                                                         | "Te iubesc"             | 4      | 565    |
| 2        | Gabriel Cotabiţă, Mirela Fugaru, Daniela Vlădescu, Alin Oprea & Marcel Pavel                         | "Suntem oameni"         | 9      | 486    |
| 3        | Oana Sârbu, Virgil Popescu, Răzvan Mirică, Irimia Nicolae & Ramona Otelea                            | "Viaţa noastră-n doi"   | 10     | 476    |
| 4        | Sanda Ladoși, Marina Florea, Adrian Enache, Aurelian Temișan & Daniel Iordăchioaei                   | "E... e... iubire"      | 3      | 588    |
| 5        | Laurențiu Cazan, Alin Oprea & Tavi Colen                                                             | "Sinceritate"           | 5      | 551    |
| 6        | Laura Stoica, Daniela Vlădescu, Nicoleta Nicola, Luminița Anghel, Mihai Alexandru & Aurelian Temișan | "Europa"                | 6      | 550    |
| 7        | Schimbul 3                                                                                           | "O altă zi"             | 8      | 500    |
| 8        | Silvia Dumitrescu, Mariana Ţurcanu, Adrian Șerban & Carmen Trandafir                                 | "Aripi de-aș avea"      | 12     | 440    |
| 9        | Narcisa Suciu & Daniel Crăciun                                                                       | "Cântă, dulce vis"      | 11     | 475    |
| 10       | Monica Anghel                                                                                        | "O femeie când iubește" | 2      | 620    |
| 11       | Mălina Olinescu                                                                                      | "Eu cred"               | 1      | 634    |
| 12       | Sfinx Experience                                                                                     | "Tu ești"               | 7      | 529    |

## In Birmingham
In het Verenigd Koninkrijk moest Roemenië aantreden als 15de, net na Portugal en voor het Verenigd Koninkrijk. Op het einde van de puntentelling bleek dat ze op een 22ste plaats waren geëindigd, met 6 punten.
Nederland en België hadden geen punten over voor deze inzending.

### Gekregen punten

#### Finale
| 12 punten | 10 punten | 8 punten | 7 punten | 6 punten |
| --------- | --------- | -------- | -------- | -------- |
|           |           |          |          | - Israël |
| 5 punten  | 4 punten  | 3 punten | 2 punten | 1 punt   |
|           |           |          |          |          |

### Punten gegeven door Roemenië

#### Finale
Punten gegeven in de finale:
| 12 punten | Verenigd Koninkrijk |
| 10 punten | Polen               |
| 8 punten  | Ierland             |
| 7 punten  | Israël              |
| 6 punten  | Duitsland           |
| 5 punten  | Slovenië            |
| 4 punten  | Cyprus              |
| 3 punten  | Noord-Macedonië     |
| 2 punten  | Turkije             |
| 1 punt    | Hongarije           |

1994 · 1995-1997 · 1998 · 1999 · 2000 · 2001 · 2002 · 2003 · 2004 · 2005 · 2006 · 2007 · 2008 · 2009 · 2010 · 2011 · 2012 · 2013 · 2014 · 2015 · 2016 · 2017 · 2018 · 2019 · 2020 · 2021 · 2022 · 2023 · 2024-2025